# Familiaire gecombineerde hyperlipidemie
Familiaire gecombineerde hyperlipidemie  (afgekort: FGH ) is een dominant overerfbare genetische aandoening, gekarakteriseerd door hoge cholesterolniveaus én hoge triglycerideniveaus in het bloed. Hierdoor is de kans op hart- en vaatziekten vergroot. De ziekte wordt vaak verward met familiaire hypercholesterolemie. Echter bij FCH is niet alleen het cholesterolniveau verhoogd, maar ook het triglycerideniveau.